# Sif Aradóttir
Sif Aradóttir (Keflavík, 1985) è una modella islandese, incoronata Ungfrú Ísland o Miss Islanda nel 2006.
Al momento dell'incoronazione al concorso di bellezza nazionale islandese, trasmesso dal vivo su Icelandic Television, Sif Aradóttir lavorava come Controllore del traffico aereo.
Gli organizzatori del concorso nazionale decisero di far rappresentare la nazione a Sif Aradóttir in occasione di Miss Universo 2006 che si è tenuto a Los Angeles, California il 3 luglio, dopo tre anni di assenza inspiegata.
Questa partecipazione segna la prima volta dopo tre anni che la vincitrice di Miss Islanda non rappresenta la propria nazione a Miss Mondo, che nel 2005 era stato vinto proprio dall'islandese Unnur Birna Vilhjálmsdóttir. A rappresentare l'Islanda a Miss Mondo sarà inviata la seconda classificata, Ásdís Svava.